# Sphaeralcea grossulariifolia
Sphaeralcea grossulariifolia là một loài thực vật có hoa trong họ Cẩm quỳ. Loài này được (Hook. & Arn.) Rydb. miêu tả khoa học đầu tiên năm 1913.